# 沉默的大多数
沉默的大多數（英語：Silent Majority）是一個政治術語，指的是一個群體或國家中不表達自己意見的大多數人。此術語因美國總統理查德·尼克松1969年11月3日的電視演說而被世人周知，他的原話是“所以今夜——我向你們，我美國同胞中沉默的大多數——請求支持”。
此術語於1919年被沃倫·哈丁爭取1920年總統提名的競選活動所使用。該短語在19世紀曾被用作委婉語，而在尼克松前後，也有人用其來指代世界各國的選民團體。

## 起源
1831年5月，“沉默的大多數”由當時紐約州眾議員邱吉爾·C·康布勒朗首次說出。康布勒朗當時是在抱怨一部聯邦法案未經眾議院仔細審查就被否決。他用“沉默的大多數”來代指跟風投票的議員們：
大多數總是在踐踏少數的權利，當人們被否定可以有抱怨的理由時、當被人們視為是一種安慰的方法被沉默的大多數在二讀中拒絕時、當這些事情變成我們立法的規則時，國會將再不能公正地代表一個共和國的人民。
1883年一位筆名為“A German”（一個德國人）的匿名作家在英國季刊《當代評論》上為萊昂·甘必大寫了一篇悼詞。在提到1870年代的法國保守派時也用到了這個詞。

## 死亡的婉語
19世紀大多數時候“沉默的大多數”是用來作為死亡的委婉稱呼使用的，意即死去的人比活人多，因此大多數人都沉默。例如“加入沉默的大多數”（joined the silent majority）。1902年，美國大法官約翰·馬歇爾·哈倫也曾公開使用這個術語：“在我們的內戰中，很多軍官永遠加入了沉默的大多數”。

## 尼克松
1955年德懷特·艾森豪威爾為時任總統，尼克松為副總統。而當年約翰·肯尼迪和其助手就在《勇者側影》一書中寫到：“相對有聲的少數的尖叫來說，他們中某些人可以代表沉默的大多數...”次年1月，肯尼迪贈與尼克松一本有他親筆簽名的《勇者側影》，尼克松次日回信表示感謝。
1967年，喬治·米尼說支持越戰的工會成員（包括他自己）是“這個國家中沉默的大多數”。米尼的話可能給了尼克松一些啓發。
1969年5月9日，即尼克松演講之前，副總統斯皮羅·阿格紐說道：“美國人中沉默的大多數是時候站起來為他們的權利奮鬥了，讓我們記住包含了每一個少數的大多數。”
尼克松的“沉默的大多數”包括美國二戰老兵和參加越戰的美國年輕人。他們大多數屬於藍領階層，因此對政治並不十分關心。在尼克松的演講中，他將“有聲的少數”的理想主義與他自己的政治現實主義做了比較，他認為如果遵從這些“少數人”立刻從越南撤兵將對世界和平造成毀滅性的打擊。尼克松請求“沉默的大多數”的支持，“以可以贏得和平的方法結束戰爭”。這也是後來的尼克松主義的思想之一，即“不僅僅是美國人，保衛自由是每一個人的事”。這場演講之後尼克松的全國支持率從50%飆升至81%，在美國南部更達到了86%。他也因此贏得了1972年美國大選。
自尼克松發表講話以來，這個詞就開始持續出現在各家報刊上。一些人認為這是尼克松南方戰略的一部份，另外一些人認為這是尼克松在潛移默化地消除對反戰抗議的關注。還有人認為這是尼克松在將美國民眾兩極化。

## 後世使用
2012年香港德育及國民教育科爭議中，教育局局長吳克儉在電視節目《時事縱橫》中表示，覺得香港沉默的大多數都是支持推行科目的，惹來社會各界批評違反邏輯。
2014年台灣太陽花學運時，駐美代表金溥聰用「沉默大多數」來指在抗議活動中未表態的大眾，並稱少數人高音量有時不代表沉默大多數人的聲音。學運結束後群眾包圍中正一分局，部分民眾聲援台北市中正一分局長方仰寧。基隆市議會議長黃景泰聲稱，此因激發社會沉默多數的不滿所致。「沉默的多數」也作為挺一分局或反反服貿者的自稱，以及用來作2014年中華民國地方公職人員選舉的國民黨催票廣告、2016年中華民國總統選舉國民黨參選人洪秀柱的呼籲，但後來慘遭「換柱」，此說法被部分網友揶揄。

## 擴展閱讀
- Browne, Junius Henri (1874). "The Silent Majority" （页面存档备份，存于）. Harper's Magazine, June to November
- Perlstein, Rick. . Scribner. 2008. ISBN 0-7432-4302-1.